# Laky Adolf utca
A Laky Adolf utca Budapest XIV. kerületének egyik mellékutcája. A Thököly út és a Kacsóh Pongrác út között húzódik. Nevét Laky Adolf (1829–1910) ötvösművészről kapta 1910 decemberében.

## Története
Eredetileg a Gyarmat utca és a Thököly út között húzódott. 1932-től tart a mai hosszában a Thököly úttól a Kacsóh Pongrác útig.
A Fővárosi Közmunkák Tanácsa 1910. november 22-i határozatai alapján az Erzsébet királyné útjával párhuzamos és az Amerikai útat követő addig névtelen utca is a Korong utca nevet kapta a VII. kerületben. A téves elnevezést egy december 12-i határozatban oldották meg. Az utóbbi utca nevét Laky Adolf utcára változtatták. Laky Adolf két hónappal korábban hunyt el és az utcában volt a nyaralója.
Az utca 1935. június 15-én az újonnan létrehozott XIV. kerület része lett. Az utca egésze Herminamező városrészhez tartozik.

### Híres lakói
- Fricsay Ferenc (1914–1963) karmester (30.)
- Fricsay Richárd (1888–1961) karnagy (30.)[3]
- Laky Adolf (1829–1910) ötvösművész, mecénás (46.)
- Thaisz Péter (1826–1887) ügyvéd, 1848–49-es honvéd (74.)

## Épületei
3. – Bérvilla
Helyi védettségű jellegzetes herminamezei villa.
30. – Fricsay-villa
1900 és 1910 között épülhetett, melyben a Fricsay karnagycsalád több nemzedéke élt.
38–40. – Scheiber Sándor Gimnázium és Általános Iskola
Elődje a Zsidó Gimnázium 1919-ben nyitotta meg kapuit az Abonyi utcában. Később több helyszínen működött az iskola, míg végül az 1990-es évekre az Anna Frank Gimnázium kinőtte a Bérkocsis utcai épületet. Az állam és a zsidó hitközség összefogásának köszönhetően 1998-ban adták át az iskola jelenlegi épületét. Napjainkban 13 évfolyammal működik, a hatosztályos elemi illetve gimnáziumi tagozat között nyelvi előkészítő évfolyammal.
46. – Lakóház (Erzsébet királyné útja 25.)
Az 1880-as évek elején építtette és tervezte Pucher József építési vállalkozó saját magának. 1890-től Laky Adolf (1829–1910) ötvösművész, mecénás tulajdona volt, aki jelentősen bővítette.
51. – Lakóház (Erzsébet királyné útja 27.)
Az 1850-as években épült közösségi épület. Az 1890-es évektől Grauer Miksa szeszgyáros, a Pesti Izraelita Hitközség egyik világ vezetőjének a tulajdonában volt. Grauer zsidó karitatív intézményt működtetett itt. Annak ellenére, hogy az épületet műemlékként tartja nyilván a szakirodalom, jelenleg már csak a romos homlokzata áll, a mögötte lévő részét 1999-ben lebontották.
74. – Villa
Feltehetően 1850 körül épült. Első tulajdonosa Thaisz Péter (1826–1887) ügyvéd, 1848–49-es honvéd volt.